# Opération Berlin (Colombie)
Pour les articles homonymes, voir Opération Berlin.
Conflit armé colombien
Batailles
Années 1970

Anorí
Années 1980

Palais de justice
Années 1990
- Casa Verde
- Girasoles
- Las Delicias
- Quebrada El Billar
- Miraflores
- Mitú

Années 2000
- Berlín
- Reprise de la zone démilitarisée
- Alcatraz
- Jaque
- Fénix
- Dinastía

Années 2010
- Camaleón
- Sodoma
- Némésis
- Odiseo
- Combats de 2013 (processus de paix)

L’opération Berlín est une opération militaire menée par l'armée nationale colombienne contre la colonne Arturo Ruíz des FARC en 2000 dans la municipalité de Berlín en Colombie. Elle parvient à compromettre gravement la guérilla qui tentait de s'emparer de 55 000 hectares de plantations de coca contrôlées par le groupe paramilitaire Autodéfenses unies de Colombie. Selon l'armée colombienne, les FARC avaient investi un milliard de pesos dans cette opération.

## Historique
En juin 2000, suivant les ordres de Mono Jojoy, cinq nouveaux fronts sont créés et plusieurs centaines de guérilleros quittent la zone démilitarisée. Un de ces fronts est placé près de Suratá, dans le département du Santander, dans le but probable d'atteindre la zone du Catatumbo, et s'emparer de 55 000 hectares de plantations de coca aux mains des paramilitaires. Le 29 octobre, environ 540 guérilleros sous les ordres de alias « Rogelio », arrivent à Chiscas, dans le Boyacá. Les forces des guérilleros se composent de la colonne mobile Arturo Ruiz, forte de 360 membres environ, ainsi que de quatre compagnies d'une soixantaine de membres chacune : la compagnie Javier Ramírez commandée par « El Negro Luis o Comején », la compagnie José Parménides Castro commandée par « Milton o El Burro », la compagnie Rafael Vargas commandée par « Ubaldino » et la compagnie Germán González commandée par « Fredy ». La plupart des guérilleros présents sont des jeunes peu entrainés, dont un nombre important de mineurs et de filles recrutées de force selon l'armée. Le 16 novembre, les guérilleros arrivent à Silos, dans le Norte du Santander. Une déserteuse parvient à informer l'armée colombienne de la présence d'un fort groupe de guérilleros, mais leur repérage est impossible au vu du brouillard, dans une zone où les montagnes culminent à 4 000 mètres. Les guérilleros sont finalement repérés les jours suivants et les troupes colombiennes se déploient et lancent l'offensive dès le 22 novembre.
Le 26 novembre, l'armée colombienne lance sa première offensive terrestre à 4h du matin pour stopper l'avance de la colonne, l'interceptant entre les municipalités de El Playón et Suratá, vers la vereda El Filo. Plusieurs dizaines de villageois fuient les combats et se réfugient dans les municipalités environnantes. Le 5 décembre, deux otages sont retrouvés exécutés, et un troisième est secouru à la vereda La Laguna. Vers le 10, les combats se déplacent vers le Norte du Santander, sur les municipalités de Chitagá et Tibú. Le 13 décembre, Jorge Eliécer Jaimes Beltrán, infirmier présumé de la colonne, est appréhendé par l'armée à Arboledas.
Le 15 décembre, des combats font un mort et deux blessés dans les rangs de l'armée, qui capture Manuel Valencia Montaño, alias « Comején ou El Negro Luis », accusé du meurtre de 29 soldats lors d'une incursion dans la municipalité d'Uribe en 1998 et commandant de la compagnie Javier Ramírez, une des quatre compagnies avec la colonne Arturo Ruiz,. Le 20, l'armée capture Fernando Antonio Castro García, alias « Milton », commandant de la compagnie José Parménides Castro. Le 26 décembre, un groupe de l'armée colombienne de l'opération Berlín fait face à plusieurs membres du front Claudia Isabel Escobar Jerez de l'ELN. Trois guérilleros sont tués et une quatrième capturée.